# Endrunde der Deutschen Mannschaftsmeisterschaft im Schach 1953
Die Endrunde der Deutschen Mannschaftsmeisterschaft im Schach 1953 fand am 16. und 17. Januar 1954 im Duisburger Stadtteil Hamborn statt.
Es traten der Münchener Schachklub von 1836 (Titelverteidiger), die Schachgesellschaft Eckbauer Berlin, die Düsseldorfer Schachgesellschaft von 1925 und der Hamborner Schachverein von 1922 im Finale der 7. Westdeutschen Mannschaftsmeisterschaft 1953 in Hamborn an. Es wurde ein Rundenturnier ausgetragen. Turnierleiter war Heinz Westermann.

## Erste Runde
|   | München            | Berlin             | 5,5:2,5 |
| - | ------------------ | ------------------ | ------- |
| 1 | Wolfgang Unzicker  | Heinz Lehmann      | 0,5:0,5 |
| 2 | Paul Tröger        | Kurt Gumprich      | 0:1     |
| 3 | Josef Steger       | Gottfried Grohmann | 0:1     |
| 4 | Otto Thiermann     | Adolf Pawelczak    | 1:0     |
| 5 | Paul Kieninger     | Alfred Czach       | 1:0     |
| 6 | Heinz de Carbonnel | Friedrich Vogt     | 1:0     |
| 7 | Paul Gerner        | Fritz Steneberg    | 1:0     |
| 8 | Karlheinz Hoecht   | Tenenbaum          | 1:0     |

|   | Hamborn          | Düsseldorf       | 4,5:3,5 |
| - | ---------------- | ---------------- | ------- |
| 1 | Baldur Hönlinger | Georg Kieninger  | 0,5:0,5 |
| 2 | Stachowiak       | Walter Niephaus  | 0,5:0,5 |
| 3 | Helmut Oehmen    | Walter Loose     | 0;1     |
| 4 | Eismann          | Immo Engert      | 0,5:0,5 |
| 5 | Zilles           | Siegfried Heil   | 0,5:0,5 |
| 6 | Hans Drechsler   | Erwin Herber     | 1:0     |
| 7 | Wittke           | Heiner Greeven   | 1:0     |
| 8 | Heinz Schichtel  | Rolf Roennefahrt | 0,5:0,5 |

## Zweite Runde
|   | Hamborn          | München            | 2,0:6,0 |
| - | ---------------- | ------------------ | ------- |
| 1 | Baldur Hönlinger | Wolfgang Unzicker  | 0:1     |
| 2 | Stachowiak       | Paul Tröger        | 0:1     |
| 3 | Helmut Oehmen    | Josef Steger       | 1:0     |
| 4 | Eismann          | Otto Thiermann     | 0:1     |
| 5 | Zilles           | Paul Kieninger     | 1:0     |
| 6 | Hans Drechsler   | Karlheinz Hoecht   | 0:1     |
| 7 | Wittke           | Paul Gerner        | 0:1     |
| 8 | Heinz Schichtel  | Heinz de Carbonnel | 0:1     |

|   | Düsseldorf      | Berlin             | 5,0:3,0 |
| - | --------------- | ------------------ | ------- |
| 1 | Georg Kieninger | Heinz Lehmann      | 0:1     |
| 2 | Walter Niephaus | Kurt Gumprich      | 1:0     |
| 3 | Walter Loose    | Gottfried Grohmann | 1:0     |
| 4 | Immo Engert     | Adolf Pawelczak    | 0:1     |
| 5 | Siegfried Heil  | Alfred Czach       | 1:0     |
| 6 | Erwin Herber    | Friedrich Vogt     | 1:0     |
| 7 | F. Nordsieck    | Fritz Steneberg    | 1:0     |
| 8 | Wilms           | Alfred Seppelt     | 0:1     |

## Dritte Runde
|   | München            | Düsseldorf       | 6,0:2,0 |
| - | ------------------ | ---------------- | ------- |
| 1 | Wolfgang Unzicker  | Georg Kieninger  | 1:0     |
| 2 | Josef Steger       | Walter Niephaus  | 0:1     |
| 3 | Otto Thiermann     | Walter Loose     | 1:0     |
| 4 | Paul Kieninger     | Immo Engert      | 1:0     |
| 5 | Karlheinz Hoecht   | Siegfried Heil   | 0,5:0,5 |
| 6 | Paul Gerner        | Heiner Greeven   | 1:0     |
| 7 | Heinz de Carbonnel | Rolf Roennefahrt | 1:0     |
| 8 | Christoph Merkle   | F. Nordsieck     | 0,5:0,5 |

|   | Berlin             | Hamborn          | 3,5:4,5 |
| - | ------------------ | ---------------- | ------- |
| 1 | Heinz Lehmann      | Baldur Hönlinger | 1:0     |
| 2 | Kurt Gumprich      | Helmut Oehmen    | 1:0     |
| 3 | Gottfried Grohmann | Stachowiak       | 0,5:0,5 |
| 4 | Adolf Pawelczak    | Zilles           | 0,5:0,5 |
| 5 | Alfred Czach       | Eismann          | 0,5:0,5 |
| 6 | Tenenbaum          | Hans Drechsler   | 0:1     |
| 7 | Alfred Seppelt     | Wittke           | 0:1     |
| 8 | Szyfter            | Heinz Schichtel  | 0:1     |

## Kreuztabelle
|   | Verein     | 1   | 2   | 3   | 4   | Punkte |
| - | ---------- | --- | --- | --- | --- | ------ |
| 1 | München    |     | 6,0 | 6,0 | 5,5 | 17,5   |
| 2 | Hamborn    | 2,0 |     | 4,5 | 4,5 | 11,0   |
| 3 | Düsseldorf | 2,0 | 3,5 |     | 5,0 | 10,5   |
| 4 | Berlin     | 2,5 | 3,5 | 3,0 |     | 9,0    |

## Die Meistermannschaft
| 1.            | Münchener SC 1836 |
| Schachfiguren | Wolfgang Unzicker, Paul Tröger, Josef Steger, Otto Thiermann, Paul Kieninger, Karlheinz Hoecht, Paul Gerner, Heinz de Carbonnel, Christoph Merkle |